# Dermestes murinus
Dermestes murinus is een keversoort uit de familie spektorren (Dermestidae). De wetenschappelijke naam van de soort werd in 1758 gepubliceerd door Carl Linnaeus.